# Chalon (llengua)
El chalon (també conegut com a costano Soledad) és una de les vuit llengües ohlone, parlada històricament pels chalons del Nord de Califòrnia, i forma part de les llengües utianes. Treballs recents suggereixen que el chalon podia ser una parla de transició entre les llengües ohlone del nord i del sud.